# Bryan J. Kelly
Bryan Jesus Kelly (Burke (Virginia), 20 augustus 1981), beter bekend als Byron Saxton,  is een Amerikaans professioneel worstelaar, manager, commentator en voormalig journalist. Kelly is actief in de WWE op NXT Wrestling als "NXT Creative Assistant".

## World Wrestling Entertainment (2007-heden)

### Opleiding
In 2007 tekende Kelly contract met de World Wrestling Entertainment (WWE) en ging aan de slag in de Florida Championship Wrestling (FCW). Op 13 oktober 2007, maakte Kelly zijn FCW-debuut en hij verloor zijn een-op-een match van Hade Vansen. Op 18 december 2007, won Kelly zijn eerste wedstrijd in FCW nadat hij Tommy Taylor versloeg.
Op 8 januari 2008, won Kelly, tijdens zijn eerste FCW-show, van Steve Lewington. De volgende maanden worstelde Kelly samen met zijn partner Stevens mee in verscheidene tag team matchen. Kelly en Stevens verloren al hun wedstrijden tegen verscheidene duo's zoals Nick Nemeth & Big Rob, Jake Hager & Shawn Osborne en Heath Miller & Steve Lewington.
Op 3 juni 2008, werd Kelly een worstelmanager. Op 30 september 2008, veranderde Kelly zijn ringnaam in Byron Saxton. In 2010 verliet Josh Mathews de FCW en ging naar de WWE ECW om voltijds te becommentariëren. Saxton nam zijn plaats in als co-commentator en naast hem was Dusty Rhodes en later Abraham Washington, die beiden hoofdcommentatoren waren.

### NXT (2010-heden)
In de finale aflevering van het derde seizoen van NXT op 30 november, men was aangekondigd dat Saxton een van de deelnemers was voor seizoen 4 met Chris Masters als zijn mentor. Saxton maakte zijn NXT-ringdebuut op 14 december en hij verloor samen met Masters de tag-team match van Brodus Clay en zijn mentor Ted DiBiase. Zijn eerste winst in NXT was een "six-person mixed tag team match" met Masters en WWE Diva Natalya als partners tegen Clay, DiBiase en Maryse. Tijdens de NXT-aflevering op 4 januari 2011 kreeg Saxton een nieuwe mentor: Dolph Ziggler, nadat Ziggler de battle royal won. Door de winst mocht Ziggler een nieuwe "rookie" kiezen en hij koos Saxton. In de NXT-aflevering op 8 februari werd Saxton geëlimineerd.
In maart 2011 was Saxton geselecteerd als een van de zes voormalige NXT-deelnemers voor een terugkeer naar de show in "NXT Redemption", 5de seizoen van NXT. Tijdens dit seizoen was Yoshi Tatsu de mentor van Saxton. Later keerde Saxton zich tegen Tatsu en het kwam nooit meer goed tussen deze twee. Op 31 mei werd Saxton geëlimineerd door de NXT-poll.
Sinds 2012 werkt Saxton voor de WWE als NXT Creative Assistant.

## In worstelen
- Worstelaars waarvan Kelly de manager is
  - Lawrence Knight
  - Michael Tarver
  - Mason Ryan

## Prestaties
- Southern Championship Wrestling
  - SCW Florida Tag Team Championship (1 keer met Chris Nelson)
- United States Championship Wrestling
  - USCW Heavyweight Championship (1 keer)